# Harald G. Petersson
Harald G. Petersson, auch H. G. Petersson (eigentlich: Harald Hans-Heinrich Gustaf Petersson-Giertz; * 16. Oktober 1904 in Weimar; † 8. Juli 1977 in Berlin) war ein deutsch-schwedischer Drehbuchautor.

## Leben
Petersson wurde als Sohn des schwedischen Gymnastikdirektors Gustaf Petersson-Giertz und dessen deutscher Frau Elsa Jeanette, geb. Pariser, in Weimar geboren. Er begann seine Laufbahn als Schriftsteller und wurde in den dreißiger Jahren Pressechef der Produktionsfirma Tobis. Als seine Novelle Herz ist Trumpf 1934 verfilmt wurde, begann er sich auf das Schreiben von Drehbüchern zu verlegen, zunächst in Zusammenarbeit mit anderen Autoren. Bald erwies sich sein außerordentliches Gespür für das Erzeugen von Spannung. Er wurde Spezialist für dramatische Geschichten aus dem Spionage- und Militärbereich.
1940 heiratete er in zweiter Ehe die Schauspielerin Sybille Schmitz, die damals ein berühmter Ufa-Star war. Die Ehe wurde 1945 geschieden. Danach lebte Petersson wieder einige Zeit mit ihr zusammen, bis er sich endgültig von der an Alkoholproblemen leidenden Schauspielerin trennte. Sybille Schmitz nahm sich 1955 das Leben.
Aufgrund dieser persönlichen Probleme kehrte Petersson erst nach einer rund zehnjährigen Pause 1958 wieder zum Kino zurück. In dieser Zeit arbeitete er vor allem als Dialogautor für die Ultra-Synchron, u. a. für so bedeutende Filme wie "Der Mann mit dem goldenen Arm" und "Flucht in Ketten". Durch seine Drehbücher hatte er erheblichen Anteil an den großen Erfolgen der von Horst Wendlandt produzierten Edgar-Wallace- und Karl-May-Filme. Zugunsten einer effektvollen Dramatisierung wich er meist stark von den jeweiligen Romanvorlagen ab, was von Kennern dieser Werke allerdings kritisiert wurde.

## Filmografie
- 1937: Die Korallenprinzessin
- 1938: Die fromme Lüge
- 1938: Rote Orchideen
- 1938: Die Nacht der Entscheidung
- 1939: Die Frau ohne Vergangenheit
- 1940: Ein Mann auf Abwegen
- 1940: Wetterleuchten um Barbara
- 1941: Blutsbrüderschaft
- 1941: Vom Schicksal verweht
- 1943: Die Hochstaplerin
- 1943: Der Verteidiger hat das Wort
- 1944: Solistin Anna Alt
- 1944/48: Eine alltägliche Geschichte
- 1945: Dr. phil. Döderlein
- 1947: Razzia
- 1947: Arche Nora
- 1948: Finale
- 1949: Die letzte Nacht
- 1958: Schmutziger Engel
- 1959: Verbrechen nach Schulschluß
- 1960: Herrin der Welt
- 1962: Die Tür mit den sieben Schlössern
- 1962: Axel Munthe – Der Arzt von San Michele
- 1962: Das Gasthaus an der Themse
- 1962: Der Schatz im Silbersee
- 1963: Der Zinker
- 1963: Das indische Tuch
- 1963: Winnetou 1. Teil
- 1964: Der Hexer
- 1964: Winnetou 2. Teil
- 1965: Winnetou 3. Teil
- 1966: Winnetou und sein Freund Old Firehand
- 1966: Die Nibelungen, 1. Teil: Siegfried von Xanten
- 1967: Die Nibelungen, 2. Teil: Kriemhilds Rache